# 2e cérémonie des Empire Awards
La 2e cérémonie des Empire Awards a été organisée en 1997 par le magazine britannique Empire, et a récompensé les films sortis en 1996. Les récompenses sont votées par les lecteurs du magazine.

## Palmarès

### Meilleur film
- Se7en

### Meilleur film britannique
- Trainspotting

### Meilleur acteur
- Morgan Freeman pour le rôle du Détective William Somerset dans Se7en

### Meilleur acteur britannique
- Ewan McGregor pour le rôle de Mark « Rent-boy » Renton dans Trainspotting

### Meilleure actrice
- Frances McDormand pour le rôle de Marge Gunderson dans Fargo

### Meilleure actrice britannique
- Brenda Blethyn pour le rôle de Cynthia dans Secrets et Mensonges (Secrets and Lies)

### Meilleur réalisateur
- Terry Gilliam pour L'Armée des douze singes (12 Monkeys)

### Meilleur réalisateur britannique
- Danny Boyle pour Trainspotting

### Meilleur début
- Ewen Bremner pour le rôle de Daniel « Spud » Murphy dans Trainspotting

### Lifetime Achievement Award
- Freddie Francis

### Inspiration Award
- La troupe des Monty Python